# BA-20
Sovětské obrněné vozidlo BA-20 bylo zkonstruováno v roce 1936 a v tomtéž roce začala jeho výroba. Roku 1938 byl stroj modernizován, počet členů osádky vozu se zvýšil na tři osoby. Výroba trvala do roku 1942, celkem bylo vyrobeno 2013 kusů.
Obrněnci BA-20 se účastnily bojů ve Španělské občanské válce, v Zimní válce, v bojích proti Japonsku i ve Velké vlastenecké válce.